# Findorff (Brema)
Findorff, Bremen-Findorff (dolnoniem. Findörp) — dzielnica miasta Brema w Niemczech, w okręgu administracyjnym West, w kraju związkowym Brema. 
Dzielnica graniczy z centrum miasta.